# Ala-Kuurtonen
Ala-Kuurtonen eller Ala Kuurtojärvi är en sjö i Finland. Den ligger i kommunen Suomussalmi i landskapet Kajanaland, i den centrala delen av landet, 600 km norr om huvudstaden Helsingfors. Ala-Kuurtonen ligger 231,8 meter över havet. Den är 4,79 meter djup. Arean är 1,31 kvadratkilometer och strandlinjen är 8,85 kilometer lång. Sjön  ingår i Uleälvens huvudavrinningsområde. 